# 7218 Skácel
A 7218 Skácel (ideiglenes jelöléssel (7218) 1979 SK) a Naprendszer kisbolygóövében található aszteroida. Kveton, J. fedezte fel 1979. szeptember 19-én.